# Oskar Homolka

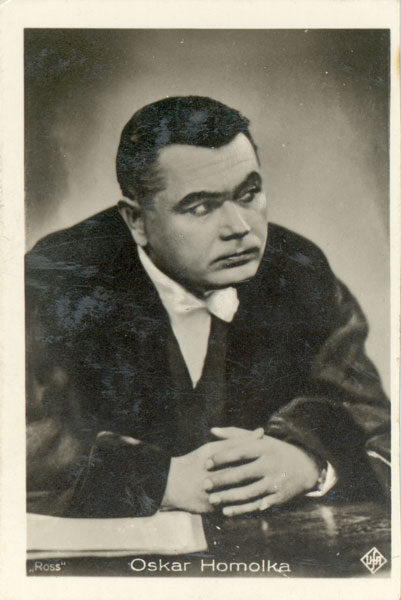
Oskar Homolka (1932)

Oskar Homolka (* 12. August 1898 in Wien; † 28. Jänner 1978 in Tunbridge Wells, Kent) war ein österreichischer Schauspieler.

## Leben
Homolka war der Sohn des Waffenschmieds Heinrich Homolka und seiner Ehefrau Anna, geborene Handl. Er absolvierte seine Schauspielausbildung von 1915 bis 1917 an der Akademie für Musik und darstellende Kunst in Wien. 1918 gab er sein Theaterdebüt am Wiener Komödienhaus. Er spielte dann an verschiedenen Wiener Bühnen und in Graz. 1924 wurde er an die Münchner Kammerspiele verpflichtet und spielte hier u. a. als von Herbert Ihering wegen offensichtlicher Betrunkenheit kritisierter Darsteller in der Welturaufführung von Bertolt Brechts Leben Eduards II. von England. Ab 1925 wirkte er unter Max Reinhardt in Berlin am dortigen Deutschen Theater.
1926 gab Homolka sein Spielfilmdebüt. Aufgrund seiner massigen Statur und seiner buschigen Augenbrauen wurde er oft für düstere Rollen in Kriminal-, Abenteuer- und Spionagefilmen besetzt. Unter anderem spielte er in Dirnentragödie einen Zuhälter an der Seite von Asta Nielsen. Auch mit dem Aufkommen des Tonfilms änderte sich sein Rollentypus nicht.
Nach der Machtergreifung der Nazis emigrierte Homolka 1934 zunächst nach Wien und dann 1935 nach England. Er nannte sich von nun an Oscar Homolka, spielte Theater und beim Film 1936 als Spion Verloc in Alfred Hitchcocks Thriller Sabotage.
1937 ging er schließlich in die Vereinigten Staaten, wo er sowohl am Broadway arbeitete als auch Rollen in Hollywood-Produktionen übernahm. Er spielte neben Marlene Dietrich und John Wayne in der Filmkomödie Das Haus der sieben Sünden, neben John Barrymore als Parodie eines Mafia-Bosses in dem Science-Fiction-Film Die unsichtbare Frau, neben Ronald Reagan in dem Kriegsdrama Kriegsgefangener (Prisoner of War), neben Marilyn Monroe in der Literaturverfilmung Das verflixte 7. Jahr und neben Katharine Hepburn in einer Verfilmung von Jean Giraudoux’ gleichnamigen Stück Die Irre von Chaillot.
Häufig wurde Homolka aufgrund seines Aussehens und seines starken europäischen Akzents als Russe besetzt (und ebenso für einen solchen gehalten), so etwa in der Rolle als zaristischer General Kutusow neben Audrey Hepburn und Henry Fonda in der Tolstoi-Verfilmung Krieg und Frieden, als KGB-Chef und Gegenspieler Oberst Stock in den Harry Palmer-Thrillern mit Michael Caine nach Len Deighton, oder als General Golitsyn in Blake Edwards’ Die Frucht des Tropenbaumes. Für seine Rolle in dem Filmdrama Geheimnis der Mutter erhielt Homolka 1948 eine Oscar-Nominierung als bester Nebendarsteller.
1951 kehrte der Schauspieler nach Österreich zurück, um in der Berthold-Viertel-Inszenierung von Kleists Lustspiel Der zerbrochne Krug bei den Salzburger Festspielen den Dorfrichter Adam zu spielen. Seine Partnerin als Frau Marthe Rull war Therese Giehse. Die Inszenierung wurde anschließend am Wiener Burgtheater gezeigt. Ab 1959 lebte er abwechselnd in London und den USA.
Oskar Homolka war viermal verheiratet, zunächst mit der Schauspielkollegin Grete Mosheim (1928 bis 1933), dann mit der Baronin Valéria Johanna Emilia von Hatvany, geb. Abel-Gyagyovszky (1937 bis zu ihrem Tod 1938), der Verlegertochter Florence Meyer (Scheidung 1946) und mit der Schauspielerin Joan Tetzel (von 1949 bis zu ihrem Tod 1977). Homolka starb 1978 in England an einer Lungenentzündung.

## Auszeichnungen
- 1949: Oscarnominierung als bester Darsteller für Geheimnis der Mutter
- 1956: Look-Award als bester Nebendarsteller für Krieg und Frieden
- 1967: Filmband in Gold für langjähriges und hervorragendes Wirken im deutschen Film

## Filmografie (Auswahl)
- 1926: Die Abenteuer eines Zehnmarkscheines
- 1927: Brennende Grenze
- 1927: Dirnentragödie
- 1927: Petronella
- 1927: Die Leibeigenen
- 1927: Fürst oder Clown
- 1928: Die Rothausgasse
- 1928: Schinderhannes
- 1930: Masken
- 1930: Hokuspokus
- 1930: Dreyfus
- 1930: 1914, die letzten Tage vor dem Weltbrand
- 1931: Der Weg nach Rio
- 1931: Zwischen Nacht und Morgen
- 1931: Im Geheimdienst
- 1932: Moral und Liebe
- 1933: Spione am Werk
- 1933: Unsichtbare Gegner
- 1936: Rhodes of Africa
- 1936: Sabotage
- 1940: Das Haus der sieben Sünden (Seven Sinners)
- 1940: Comrade X
- 1940: Die unsichtbare Frau (The Invisible Woman)
- 1941: Gefährliche Liebe (Rage in Heaven)
- 1941: Die merkwürdige Zähmung der Gangsterbraut Sugarpuss (Ball of Fire)
- 1948: Geheimnis der Mutter (I Remember Mama)
- 1950: Hölle am weißen Turm (The White Tower)
- 1951: Der schweigende Mund
- 1952: Treffpunkt Moskau (Top Secret)
- 1954: Kriegsgefangener (Prisoner of War)
- 1955: Das verflixte 7. Jahr (The Seven Year Itch)
- 1956: Krieg und Frieden (War and Peace)
- 1957: In einem anderen Land (A Farewell to Arms)
- 1958: Der Schlüssel (The Key)
- 1961: Der unheimliche Mr. Sardonicus (Mr. Sardonicus)
- 1962: Die Wunderwelt der Gebrüder Grimm (The Wonderful World of the Brothers Grimm)
- 1962: Sexy! (Boys' Night Out)
- 1964: Raubzug der Wikinger (The Long Ships)
- 1966: Finale in Berlin (Funeral in Berlin)
- 1967: Das Milliarden-Dollar-Gehirn (Billion Dollar Brain)
- 1968: Die Geschichte des Dr. Jekyll & Mr. Hyde (The Strange Case of Dr. Jekyll & Mr. Hyde, Fernsehfilm)
- 1969: Die Irre von Chaillot (The Madwoman of Chaillot)
- 1970: Der Vollstrecker (The Executioner)
- 1970: Song of Norway
- 1972: Van der Valk und das Mädchen (Fernsehfilm)
- 1973: Die Frucht des Tropenbaumes (The Tamarind Seed)